# Țara Zarandului

Formațiuni politice românești în secolele IX - XIII

Întinsă pe versantul vestic al Munților Apuseni, de o parte și de alta a Crișului Alb, Țara Zarandului este una din cele mai bogate rezervații de tradiții arhaice din România. Se întinde pe teritoriul județelor Arad, Hunedoara și Alba.
Aproape nu poți spune că sunt munți. Niște coame blânde, de piatră aspră, coborând din coasta Apusenilor, curgând în valuri lungi spre apus, netezindu-se tot mai mult, până la definitiva contopire cu câmpia Aradului. Munții Zarandului. Țara Zarandului. O „țară” aproape la fel de mare cât întreg Maramureșul, însă despre care nu se știe aproape nimic. Cea mai mare parte a Țarii Zarandului se află în regiunea istorica Crișana.
Centrul economic al zonei este municipiul Brad (17 000 loc.) Zona este străbatută de calea ferată 317, care face legătura între Brad si Ineu.      Principalele activități economice ale zonei sunt mineritul, producerea varului, agricultura,  creșterea animalelor .  